# Leopold von Frankenberg und Ludwigsdorf

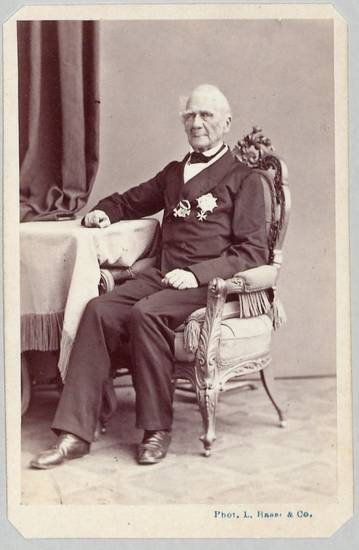
Leopold von Frankenberg und Ludwigsdorf, Fotografie von 1877

Wolf Sylvius Leopold von Frankenberg und Ludwigsdorf (* 29. April 1785 in Breslau; † 15. Dezember 1878 in Schloss Slawentzitz, Landkreis Cosel) war ein preußischer Jurist und konservativer Politiker. Er war Alterspräsident des Volkshauses des Unionsparlaments 1850 sowie des Reichstags (zweimal 1867 und einmal 1871).
Seine Eltern waren der preußische Generalmajor Karl Wolfgang von Frankenberg und Ludwigsdorf (1730–1791) und dessen zweite Ehefrau Charlotte von Massow (1756–1836).

## Leben

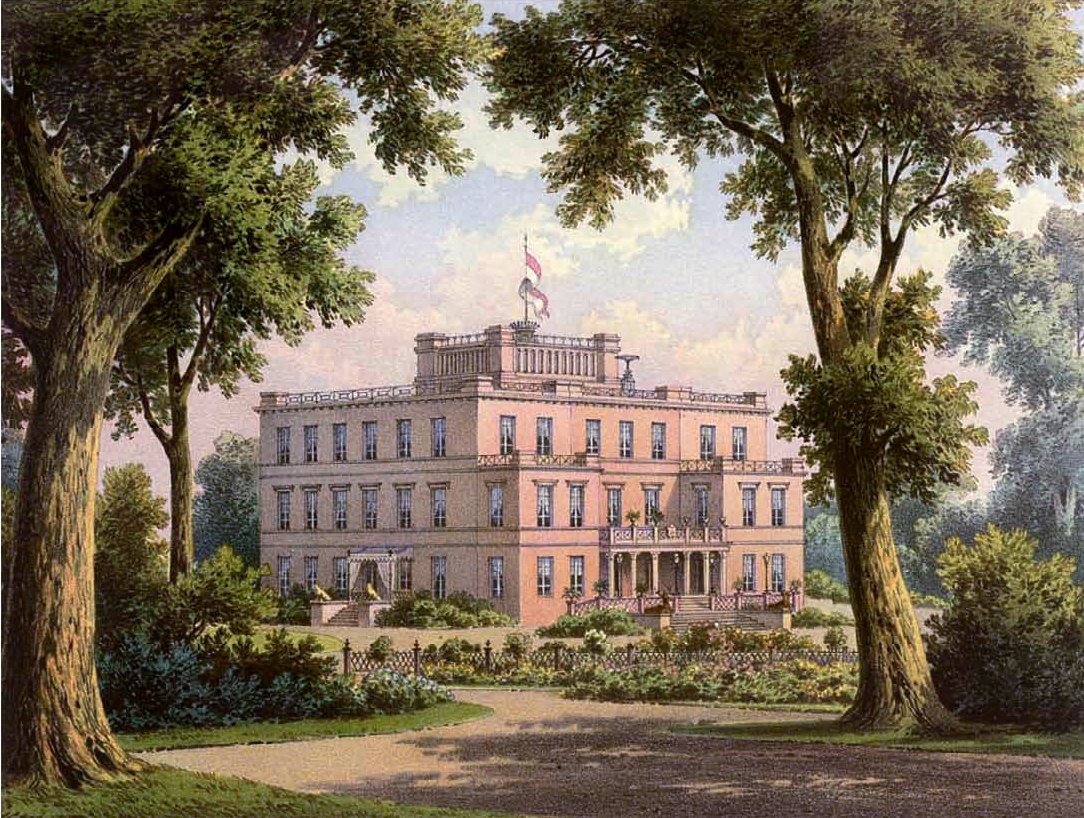
Schloss Slawentzitz um 1860, Sammlung Alexander Duncker

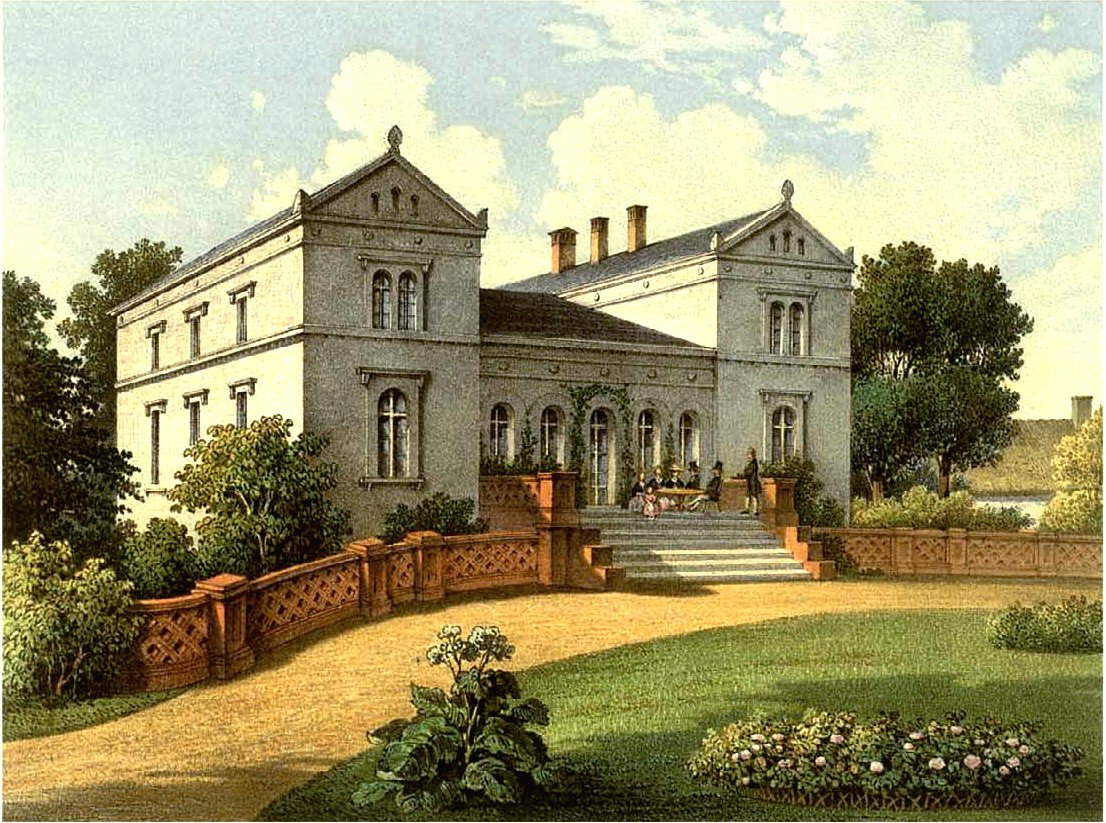
Rittergut Nieder-Schüttlau um 1860, Sammlung Alexander Duncker

Leopold von Frankenberg trat 1807 als Obergerichtsassessor in den preußischen Justizdienst ein. Er kämpfte in den Befreiungskriegen und erwarb das Eiserne Kreuz 2. Klasse. Später wurde er Oberlandesgerichtsrat in Glogau (Niederschlesien). 1827 war er Vizepräsident des Oberlandesgerichts in Ratibor (Oberschlesien) und 1830/1831 Vizepräsident des Oberlandesgerichts in Breslau (Niederschlesien). In den Jahren 1832 bis 1848 war er Chefpräsident des Oberappellationsgerichts und 1835 zugleich des Oberlandesgerichts in Posen. 1840 wurde Frankenberg zum Wirklichen Geheimen Rat ernannt und schied um 1855 aus der Justiz aus.
Politisch betätigte sich Frankenberg ab 1850 als Mitglied im Erfurter Volkshaus und als Mitglied in der preußischen Ersten Kammer. 1854 wurde er zum Kronsyndikus ernannt und damit Mitglied im neuen Preußischen Herrenhaus und sogleich dessen Vizepräsident. In den Jahren 1867 bis 1870 war er für die Konservative Partei Mitglied und Alterspräsident des Reichstags des Norddeutschen Bundes, anschließend von 1871 bis 1874 des Reichstags des Deutschen Kaiserreichs. Von 1868 bis 1870 war er zugleich Alterspräsident des deutschen Zollparlaments.
Seit 1821 war er Rittergutsbesitzer auf Nieder-Schüttlau im Landkreis Guhrau (Niederschlesien).

## Familie
Frankenberg heiratete am 3. September 1817 Henriette von Sydow (* 10. März 1791 auf Gut Stolzenfels; † 11. März 1837). Das Paar hatte folgende Kinder:
- Sylvius (1818–1818)
- Sylvia Charlotte (* 11. Oktober 1819; † 18. Februar 1895) ⚭ 1842 Carl Spiegel von und zu Peckelsheim (* 20. April 1808; † 25. Juni 1886), preußischer Geheimer Rat
- Arbogast (* 23. August 1823; † 25. September 1834)
- Leopoldine Deobata Hedwig Henriette (* 17. Juli 1825; † 24. März 1902) ⚭ 1848 Emil von Frankenberg und Ludwigsdorf, preußischer Generalmajor

## Orden und Ehrenzeichen
- Eisernes Kreuz 2. Klasse
- Großkreuz zum Roten Adler-Orden (1867)
- Schwarzer Adlerorden (6. Dezember 1877)